# Iwańkowo (rejon łokniański)
Iwańkowo (ros. Иваньково) – wieś (ros. деревня, trb. dieriewnia) w zachodniej Rosji, w wołoscie Michajłowskaja (osiedle wiejskie) rejonu łokniańskiego w obwodzie pskowskim.

## Geografia
Miejscowość położona jest przy drodze regionalnej 58K-019 (Łoknia – Chriapjewo), 9 km od centrum administracyjnego osiedla wiejskiego (Michajłow Pogost), 3 km od centrum administracyjnego rejonu (osiedle Łoknia), 152 km od stolicy obwodu (Psków).
W granicach miejscowości znajdują się ulice: Cwietocznaja, Mołodiożnaja, Nowaja, Parkowaja, Pocztowaja, Zielonaja.

## Demografia
W 2010 r. miejscowość zamieszkiwały 202 osoby.